# Electrotrichia
Electrotrichia is een geslacht van schietmotten uit de familie Hydroptilidae.

## Soorten
Deze lijst is mogelijk niet compleet.
- E. subtilis Ulmer, 1912